# Cyperus chorisanthos
Cyperus chorisanthos är en halvgräsart som beskrevs av Charles Baron Clarke. Cyperus chorisanthos ingår i släktet papyrusar, och familjen halvgräs. Inga underarter finns listade i Catalogue of Life.